# Kaiser Brauerei (Geislingen an der Steige)
Die Kaiser Brauerei (Bis 2017: Kaiser-Brauerei Geislingen/Steige W.Kumpf) ist eine 1881 gegründete Privatbrauerei in Geislingen an der Steige im Landkreis Göppingen.

## Geschichte
1881 erwarb Braumeister Friedrich Kumpf in Geislingen die Brauerei und Gastwirtschaft „Zum Deutschen Kaiser“, welche der Ausgangspunkt für das heutige Unternehmen ist. Gebraut werden mit Wasser aus dem eigenen Brunnen jährlich 70.000 Hektoliter unter-, obergärige, saisonale Biere.
Im Fruchtsaftbereich erfolgt der Vertrieb von Frucade.

### Insolvenz
Nach einer Insolvenz 2015 wird das Unternehmen durch die Geislinger Brauerfamilie Kumpf weitergeführt. 2017 kauften chinesische Investoren über das Unternehmen Aitedian (International) Holding GmbH mit Sitz in Ottobrunn (Geschäftsführer Jiang Guojian) die Brauerei. Im Zuge dieser Übernahme wurde der Betrieb der insolventen Kaiser-Brauerei Geislingen/Steige W.Kumpf GmbH & Co. KG in die neue Kaiser Brauerei GmbH überführt.

## Sonstiges
Die Brauerei ist Mitglied im Brauring, einer Kooperationsgesellschaft privater Brauereien aus Deutschland, Österreich und der Schweiz.